# Fernando Martínez i Perales
|  | Per al futbolista andalús, vegeu Fernando Muñoz García; per la localitat de l'Uruguai vegeu Nando (Uruguai) |

Fernando Martínez i Perales, més conegut com a Nando (València, 21 de maig de 1967) és un exfutbolista valencià. Es va fer com a jugador en les categories inferiors del club merengot on va romandre fins a la temporada 92-93, en la qual, la presència del brasiler Leonardo i la poca confiança que va tenir en ell Guus Hiddink el van fer fitxar pel Deportivo de La Corunya amb la carta de llibertat.
A Galícia roman fins a mitjans de la temporada 97-98 que és traspassat al Sevilla FC en Segona Divisió, on posteriorment assoliria l'ascens jugant de nou en Primera Divisió la temporada 99-2000.
La temporada següent fitxa pel SD Compostela; i abans de retirar-se, va jugar a l'Arteixo.
Va començar la seva carrera com extrem i en el Deportivo va esdevenir un dels millors laterals esquerres del futbol espanyol, sent titular indiscutible en aquest equip. Va ser internacional absolut en dues ocasions per la selecció espanyola.

## Trajectòria
- Llevant UE (1986-87)
- València CF (1987-1992)
- Deportivo de La Corunya (1992-1998)
- Sevilla FC (1998-2000)
- SD Compostela (2000 - 2001)
- Atlético Arteixo